# Richard Quine
Richard Quine (Detroit, 12 novembre 1920 – Los Angeles, 10 giugno 1989) è stato un attore, regista, paroliere, sceneggiatore e produttore cinematografico statunitense.

## Biografia
Iniziò la carriera teatrale a Broadway all'età di undici anni ed esordì come attore cinematografico nel film Il mondo va avanti (1934) di John Ford, comparendo negli anni successivi in film di buon livello come il musical I ragazzi di Broadway (1941). Durante la seconda guerra mondiale prestò servizio presso la Guardia Costiera degli Stati Uniti e, dopo aver provato a fare l'assistente nel film Bersaglio umano (1949), decise di dedicarsi alla regia. I primi lavori furono deludenti, mentre il primo vero successo giunse nel 1955 con Mia sorella Evelina, remake dell'omonimo film in cui aveva recitato nel 1942.
Quine si confermò brillante regista di successo l'anno successivo con la commedia Una Cadillac tutta d'oro (1956), una satira sul capitalismo interpretata da Judy Holliday. La carriera del regista proseguì con Off Limits - Proibito ai militari (1957), una commedia bellica con Jack Lemmon, che diresse anche l'anno successivo in Una strega in paradiso (1958), in cui trattò con scanzonata ironia il tema della stregoneria. Nel 1960 diresse il melodramma Noi due sconosciuti, con Kirk Douglas e Kim Novak nella parte di due adulteri, mentre durante gli anni sessanta colse ancora alcuni successi sia nella commedia come L'affittacamere (1962), ancora con Jack Lemmon e Kim Novak, e nel genere sentimentale con Il mondo di Suzie Wong (1960), interpretato da William Holden e Nancy Kwan, prima che la sua carriera subisse un inesorabile declino durante gli anni settanta.

## Vita privata
Richard Quine si sposò quattro volte. Dal 1943 al 1948 con l'attrice Susan Peters, con la quale nel 1946 adottò un bambino, Timothy. L'anno precedente l'attrice era rimasta paralizzata dalla vita in giù per un colpo di pistola partito accidentalmente. Dopo il divorzio dalla Peters, Quine si sposò con Barbara Bushman, dalla quale ebbe due figlie, Victoria e Katherine. Dal 1965 al 1969 fu sposato con l'attrice e cantante Fran Jeffries e, infine, con Diana Balfour. Questo quarto matrimonio durò fino alla tragica morte di Quine, che - afflitto dalla depressione e da problemi di salute - si uccise nel 1989 con un colpo di arma da fuoco.

## Filmografia

### Regista
- Napoletani a Bagdad (Siren of Bagdad) (1953)
- Marinai a terra (All Ashore) (1953)
- Tre americani a Parigi (So This Is Paris) (1954)
- Il terrore corre sull'autostrada (Drive a Crooked Road) (1954)
- Criminale di turno (Pushover) (1954)
- Mia sorella Evelina (My Sister Eileen) (1955)
- Piena di vita (Full of Life) (1956)
- Una Cadillac tutta d'oro (The Solid Gold Cadillac) (1956)
- Off Limits - Proibito ai militari (Operation Mad Ball) (1957)
- Una strega in paradiso (Bell Book and Candle) (1958)
- Attenti alle vedove (It Happened to Jane) (1959)
- Noi due sconosciuti (Strangers When We Meet) (1960)
- Il mondo di Suzie Wong (The World of Suzie Wong) (1960)
- L'affittacamere (The Notorious Landlady) (1962)
- Donne, v'insegno come si seduce un uomo (Sex and the Single Girl) (1964)
- Insieme a Parigi (Paris, When It Sizzles) (1964)
- Come uccidere vostra moglie (How to Murder Your Wife) (1965)
- Intrighi al Grand Hotel (Hotel) (1967)
- La strana maledizione di Montezuma (A Talent for Loving) (1969)
- I contrabbandieri degli anni ruggenti (The Moonshine War) (1970)
- Colombo (Columbo) - serie TV, episodio 2x04 (1972)
- Il prigioniero di Zenda (The Prisoner of Zenda) (1979)

### Attore
- Cavalcata (Cavalcade), regia di Frank Lloyd (1933)
- Il mondo cambia
- Ritorno alla vita (Counsellor at Law), regia di William Wyler (1933)
- Jane Eyre l'angelo dell'amore
- Abbasso le donne (Dames), regia di Ray Enright (1934)
- Wednesday's Child, regia di John S. Robertson (1934)
- Piccoli uomini (Little Men), regia di Phil Rosen (1934)
- L'incredibile realtà
- A Dog of Flanders, regia di Edward Sloman (1935)
- Dinky
- King of the Underworld, regia di Lewis Seiler (1939)
- I ragazzi di Broadway (Babes on Broadway), regia di Busby Berkeley (1941)
- Tish
- Mia sorella Evelina (My Sister Eileen), regia di Alexander Hall (1942)
- For Me and My Gal
- Il nuovo assistente del dottor Gillespie (Dr. Gillespie's New Assistant ), regia di Willis Goldbeck (1942)
- Suprema decisione (Command Decision), regia di Sam Wood (1948)
- Bersaglio umano (The Clay Pigeon), regia di Richard Fleischer (1949)
- Il mistero del V 3 (The Flying Missile), regia di Henry Levin (1950)